# Franciszek Mojak
Franciszek Mojak (ur. 21 września 1925 roku, zm. 29 marca 2017) – polski nauczyciel, publicysta i działacz sportowy, Honorowy Obywatel Gminy Jedlicze.

## Biografia
W czasie II wojny światowej żołnierz Armii Krajowej pod pseudonimem „Ryś”. Należał do członkostwa Zarządu Polskiego Związku Biathlonu i Wojewódzkiego Zarządu Szkolnego Związku Sportowego w Rzeszowie. Pełnił funkcję Przewodniczącego Głównej Komisji Sędziowskiej i Wiceprezesa Wojewódzkiego Zarządu Szkolnego Związku Sportowego w Krośnie. Założył Międzyszkolny Uczniowski Klub Sportowy Podkarpacie w Jedliczu.
Jego żoną była magister farmacji Krystyna Mojak (1934-2003). Zmarł 29 marca 2017 roku. Został pochowany w grobowcu rodzinnym na cmentarzu w Jedliczu.

## Publikacje
- Jubileusz 50-lecia MKS–MUKS „ Podkarpacie” pod redakcją Franciszka Mojaka[1]
- Moje wspomnienia[1]
- Na nartach z karabinem” pod redakcją Franciszka Mojaka[1]
- Praca konspiracyjna w Inspektoracie AK Jasło”[1]
- Ruch niepodległościowy na Podkarpaciu w latach 1939-1956[1]
- Nasze korzenie[1]
- Placówka AK „Oleander”- wspólnie z Ludwikiem Szarek[1]